# 何廼维
何廼维（1930年—），一作何乃维，男，蒙古族，吉林人，中国农业经济学家，曾任中国社会科学院研究员、博士生导师。